# Midila agrippina
Midila agrippina là một loài bướm đêm trong họ Crambidae.